# Котлас-Южный
Котлас-Южный — железнодорожная станция Сольвычегодского региона Северной железной дороги, находящаяся в городе Котласе Архангельской области.
Является главной станцией в городе и исторически первой, так как открыта в 1899 году в качестве конечного пункта железной дороги Вятка — Котлас. Станция находится в стороне от главной железнодорожной магистрали, проходящей через Котлас — линии Коноша — Воркута. Для захода на станцию Котлас-Южный поездам необходима смена направления движения.

## Вокзал станции
Железнодорожный вокзал построен в 1956 году. Вместимость 700 человек. Пассажиропоток 1207 чел./сутки.

## Пассажирское движение

### Направления, перевозчики и расписание
| Перевозчик                        | Дистанция                               | Направления и расписание |
| --------------------------------- | --------------------------------------- | ------------------------ |
| Федеральная пассажирская компания | Дальнее следование                      |                          |
| Северная ППК                      | Межрегиональное и пригородное сообщение |                          |

## Деятельность
Станция открыта для грузовой работы.
Коммерческие операции, выполняемые на станции:
- продажа пассажирских билетов;
- приём и выдача багажа;
- приём и выдача повагонных отправок грузов (открытые площадки);
- приём и выдача мелких отправок грузов (крытые склады);
- приём и выдача повагонных и мелких отправок грузов (подъездные пути);
- приём и выдача повагонных отправок грузов (крытые склады);
- приём и выдача грузов в контейнерах (3 и 5 тонн);
- приём и выдача грузов в универсальных контейнерах (20 тонн);
- приём и выдача мелких отправок грузов (открытые площадки).